# Южна (Підосиновський район)
Ю́жна (рос. Южная) — присілок у складі Підосиновського району Кіровської області, Росія. Входить до складу Яхреньзького сільського поселення.
Населення становить 13 осіб (2010, 21 у 2002).
Національний склад станом на 2002 рік — росіяни 95 %.